# Ciclismo ai Giochi della XXXI Olimpiade - Cronometro maschile
La cronometro maschile dei Giochi della XXXI Olimpiade si è svolta il 10 agosto 2016 a Rio de Janeiro, in Brasile, su un percorso di 54,6 km con partenza ed arrivo presso Pontal, nella zona ovest della città. L'oro è stato conquistato dallo svizzero Fabian Cancellara, mentre l'argento e il bronzo sono andati rispettivamente all'olandese Tom Dumoulin e al britannico Chris Froome.

## Risultati
| Pos. | Corridore               | Squadra       | Tempo    |
| ---- | ----------------------- | ------------- | -------- |
| 1    | Fabian Cancellara       | Svizzera      | 1h12'15" |
| 2    | Tom Dumoulin            | Paesi Bassi   | a 47"    |
| 3    | Chris Froome            | Gran Bretagna | a 1'02"  |
| 4    | Jonathan Castroviejo    | Spagna        | a 1'06"  |
| 5    | Rohan Dennis            | Australia     | a 1'10"  |
| 6    | Maciej Bodnar           | Polonia       | a 1'50"  |
| 7    | Nelson Oliveira         | Portogallo    | a 2'00"  |
| 8    | Ion Izagirre            | Spagna        | a 2'06"  |
| 9    | Geraint Thomas          | Gran Bretagna | a 2'37"  |
| 10   | Primož Roglič           | Slovenia      | a 2'40"  |
| 11   | Leopold König           | Rep. Ceca     | a 3'08"  |
| 12   | Tony Martin             | Germania      | a 3'18"  |
| 13   | Simon Geschke           | Germania      | a 3'34"  |
| 14   | Michał Kwiatkowski      | Polonia       | a 3'40"  |
| 15   | Jan Bárta               | Rep. Ceca     | a 3'41"  |
| 16   | Georg Preidler          | Austria       | a 3'47"  |
| 17   | Vasil' Kiryenka         | Bielorussia   | a 3'50"  |
| 18   | Andrij Hrivko           | Ucraina       | a 4'18"  |
| 19   | Christopher Juul Jensen | Danimarca     | a 4'34"  |
| 20   | Tim Wellens             | Belgio        | s.t.     |
| 21   | Hugo Houle              | Canada        | a 4'47"  |
| 22   | Taylor Phinney          | Stati Uniti   | a 5'10"  |
| 23   | Brent Bookwalter        | Stati Uniti   | a 5'42"  |
| 24   | Andrej Zejc             | Kazakistan    | a 6'32"  |
| 25   | Kanstancin Siŭcoŭ       | Bielorussia   | a 6'43"  |
| 26   | Eduardo Sepúlveda       | Argentina     | a 6'52"  |
| 27   | Damiano Caruso          | Italia        | a 7'31"  |
| 28   | Pavel Kočetkov          | Russia        | a 7'52"  |
| 29   | Alexis Vuillermoz       | Francia       | a 8'28"  |
| 30   | Edvald Boasson Hagen    | Norvegia      | a 8'57"  |
| 31   | Ghader Mizbani          | Iran          | a 9'24"  |
| 32   | Julian Alaphilippe      | Francia       | a 12'25" |
| 33   | Mouhssine Lahsaini      | Marocco       | a 12'56" |
| 34   | Ahmet Örken             | Turchia       | a 15'22" |
| 35   | Dan Craven              | Namibia       | a 15'33" |
| DNS  | Jonathan Monsalve       | Venezuela     | -        |
| DNS  | Youcef Reguigui         | Algeria       | -        |